# Сирикин, Иван Фёдорович
Иван Фёдорович Сирикин (28 августа 1923, Грозный — 25 июня 1994, Затеречный, Ставропольский край) — буровой мастер, ветеран Великой Отечественной войны, младший сержант, Герой Социалистического Труда (1959).

## Биография
В 1939 году окончил 7 классов средней школы № 18, после чего овладевал профессией бурильщика в ремесленном училище № 1. В 1941 году начал работать в тресте «Грознефтеразведка».
В августе 1942 года был призван в Красную армию. С сентября того же года воевал на фронтах Великой Отечественной войны. Воевал в составе 242-й горнострелковой дивизии на Северо-Кавказском и 4-м Украинском фронтах.
После окончания войны Сирикин вернулся на прежнее место работы. В июле 1953 года было открыто месторождение нефти Озек-Саут. На новом месторождении Сирикин стал буровым мастером в Ачикулакской конторе бурения в посёлке Затеречный (Нефтекумский район, Ставропольский край), где и поселился. 19 марта 1959 года за успехи в развитии нефтяной и газовой промышленности ему было присвоено звание Героя Социалистического Труда.

## Награды
- Орден Отечественной войны II степени (1985[1][2]);
- Два Ордена Красной Звезды (1944, 1945[3]);
- Орден Ленина (1959[4]);
- Медаль «За отвагу» (1943[3]);
- Медаль «За победу над Германией в Великой Отечественной войне 1941—1945 гг.» (1945[3]);
- Медаль «За оборону Кавказа»[4].